# Derewna (gmina)
Derewna – dawna gmina wiejska istniejąca do 1939 roku w woj. nowogródzkim (obecnie na Białorusi). Siedzibą gminy była wieś Derewna (757 mieszk. w 1921 roku).
W okresie międzywojennym gmina Derewna należała do powiatu słonimskiego w woj. nowogródzkim. 1 kwietnia 1929 roku część obszaru gminy Derewna włączono do gminy Szydłowicze. Po wojnie obszar gminy Derewna wszedł w struktury administracyjne Związku Radzieckiego.
Nie mylić z gminą Derewno w powiecie wołożyńskim/stołpeckim w tymże województwie.